# Partido de Campo
Partido de Campo , también conocido como Cabo del Agua es uno de los tres en que históricamente se divide la merindad de Castilla Vieja en el Corregimiento de las Merindades de Castilla la Vieja, situadas en la provincia de Burgos, comunidad autónoma de Castilla y León (España).

## Lugares que comprendía
Comprendía los siguientes 14 lugares, 2 barrios y 2 granjas, todos con jurisdicción de realengo excepto las dos granjas que eran de señorío.
| - Abadía de Rueda , Granja. - Campo , Lugar, con su barrio del mismo nombre. - Campo , Barrio. - Casillas , Lugar. - Escanduso , Lugar. | - Escaño , Lugar. - Fresnedo , Lugar. - Lozares , Granja. - Miñón , Lugar. - Mozares , Lugar, con su barrio del mismo nombre. | - Mozares , Barrio. - Otedo , Lugar. - Quintana de Rueda , Lugar - Robredo , Granja. - Salazar , Lugar. | - Torme , Lugar. - Villacanes , Lugar. - Villamezán , Lugar. - Villanueva de Ladrero , Lugar. |  |

## Historia
Algunos autores entienden que esta división en tres Partidos se formó en el siglo XVI, sin embargo, sólo aparece en las Juntas Particulares de Castilla Vieja para el final del período y nunca se ven precisadas como tales entidades administrativas. En este sentido este partido corresponde a las poblaciones situadas a la otra parte del agua refiriéndose a la división geográfica por las aguas del río Nela tal como lo significaba Díez de Salazar en su estudio sobre la Merindad.
A la caída del Antiguo Régimen todos los lugares quedaron agregados al ayuntamiento constitucional de Merindad de Castilla la Vieja, en el partido de Villarcayo perteneciente a la región de Castilla la Vieja.
En la actualidad estas localidades pertenecen al municipio de Villarcayo , excepto Miñón incluida en el de Medina de Pomar.